# Eleições legislativas portuguesas de 2009 no distrito de Leiria
| Eleições legislativas portuguesas de 2009 Distritos: Aveiro \| Beja \| Braga \| Bragança \| Castelo Branco \| Coimbra \| Évora \| Faro \| Guarda \| Leiria \| Lisboa \| Portalegre \| Porto \| Santarém \| Setúbal \| Viana do Castelo \| Vila Real \| Viseu \| Açores \| Madeira \| Estrangeiro |

## Resultados por Concelho
Os resultados nos concelhos do Distrito de Leiria foram os seguintes:

### Alcobaça
| Partido                 | Partido                        | Votos  | %               | +/-  |
| ----------------------- | ------------------------------ | ------ | --------------- | ---- |
|                         | Partido Social Democrata       | 10 990 | 35,63 / 100,00  | 4,62 |
|                         | Partido Socialista             | 9 493  | 30,77 / 100,00  | 6,60 |
|                         | CDS – Partido Popular          | 3 544  | 11,49 / 100,00  | 3,82 |
|                         | Bloco de Esquerda              | 2 710  | 8,78 / 100,00   | 2,70 |
|                         | Coligação Democrática Unitária | 1 519  | 4,92 / 100,00   | 1,09 |
|                         | Outros                         | 1 087  | 3,53 / 100,00   |      |
| Votos Inválidos         | Votos Inválidos                | 1 506  | 4,88 / 100,00   | 1,25 |
| Total                   | Total                          | 30 849 | 100,00 / 100,00 |      |
| Eleitorado/Participação | Eleitorado/Participação        | 49 281 | 62,60 / 100,00  | 4,48 |

| Freguesia                 | %     | %     | %     | %     | %    | Votantes |
| Freguesia                 | PSD   | PS    | CDS   | BE    | CDU  | Votantes |
| ------------------------- | ----- | ----- | ----- | ----- | ---- | -------- |
| Alcobaça                  | 32,42 | 31,02 | 12,80 | 9,96  | 7,44 | 3 063    |
| Alfeizerão                | 39,75 | 30,64 | 11,65 | 8,20  | 2,21 | 1 854    |
| Aljubarrota (Prazeres)    | 23,21 | 39,59 | 9,13  | 11,53 | 7,09 | 1 960    |
| Aljubarrota (São Vicente) | 49,96 | 20,80 | 11,82 | 6,30  | 2,99 | 1 269    |
| Alpedriz                  | 21,03 | 47,43 | 6,54  | 8,88  | 5,84 | 428      |
| Bárrio                    | 27,31 | 39,64 | 9,46  | 7,76  | 7,65 | 941      |
| Benedita                  | 43,62 | 24,20 | 13,33 | 7,13  | 2,45 | 4 892    |
| Cela                      | 38,67 | 29,84 | 10,54 | 6,09  | 5,92 | 1 756    |
| Coz                       | 22,70 | 39,82 | 9,46  | 9,28  | 8,65 | 1 110    |
| Évora de Alcobaça         | 44,07 | 27,82 | 11,58 | 6,51  | 2,48 | 2 505    |
| Maiorga                   | 17,41 | 44,24 | 10,01 | 9,76  | 9,59 | 1 189    |
| Martingança               | 22,90 | 37,10 | 8,55  | 13,52 | 7,03 | 725      |
| Montes                    | 27,90 | 43,30 | 7,59  | 10,27 | 3,13 | 448      |
| Pataias                   | 21,47 | 40,69 | 8,24  | 13,66 | 7,33 | 2 986    |
| São Martinho do Porto     | 34,70 | 26,80 | 12,83 | 14,81 | 4,40 | 1 317    |
| Turquel                   | 48,27 | 18,05 | 16,13 | 5,68  | 2,59 | 2 393    |
| Vestiaria                 | 22,37 | 41,71 | 10,00 | 9,47  | 6,97 | 760      |
| Vimeiro                   | 58,58 | 16,44 | 14,53 | 3,43  | 1,84 | 1 253    |
| Alcobaça                  | 35,63 | 30,77 | 11,49 | 8,78  | 4,92 | 30 849   |

### Alvaiázere
| Partido                 | Partido                        | Votos | %               | +/-   |
| ----------------------- | ------------------------------ | ----- | --------------- | ----- |
|                         | Partido Social Democrata       | 2 411 | 54,51 / 100,00  | 10,00 |
|                         | Partido Socialista             | 887   | 20,05 / 100,00  | 0,63  |
|                         | CDS – Partido Popular          | 668   | 15,10 / 100,00  | 5,70  |
|                         | Bloco de Esquerda              | 149   | 3,37 / 100,00   | 1,79  |
|                         | Coligação Democrática Unitária | 52    | 1,18 / 100,00   | 0,65  |
|                         | Outros                         | 119   | 2,69 / 100,00   |       |
| Votos Inválidos         | Votos Inválidos                | 137   | 3,09 / 100,00   | 0,36  |
| Total                   | Total                          | 4 423 | 100,00 / 100,00 |       |
| Eleitorado/Participação | Eleitorado/Participação        | 7 423 | 59,59 / 100,00  | 4,49  |

| Freguesia           | %     | %     | %     | %    | %    | Votantes |
| Freguesia           | PSD   | PS    | CDS   | BE   | CDU  | Votantes |
| ------------------- | ----- | ----- | ----- | ---- | ---- | -------- |
| Almoster            | 55,15 | 19,96 | 15,88 | 3,22 | 1,29 | 466      |
| Alvaiázere          | 49,49 | 21,05 | 18,07 | 3,90 | 1,75 | 974      |
| Maçãs de Caminho    | 47,09 | 21,97 | 18,39 | 1,35 | 1,79 | 223      |
| Maçãs de Dona Maria | 58,22 | 18,26 | 13,44 | 3,27 | 0,64 | 1 101    |
| Pelmá               | 59,28 | 15,61 | 16,88 | 2,11 | 1,05 | 474      |
| Pussos              | 55,79 | 22,46 | 11,44 | 4,38 | 0,85 | 708      |
| Rego da Murta       | 52,41 | 22,22 | 14,26 | 3,35 | 1,47 | 477      |
| Alvaiázere          | 54,51 | 20,05 | 15,10 | 3,37 | 1,18 | 4 423    |

### Ansião
| Partido                 | Partido                        | Votos  | %               | +/-  |
| ----------------------- | ------------------------------ | ------ | --------------- | ---- |
|                         | Partido Social Democrata       | 3 725  | 47,86 / 100,00  | 5,33 |
|                         | Partido Socialista             | 2 242  | 28,81 / 100,00  | 2,25 |
|                         | CDS – Partido Popular          | 864    | 11,10 / 100,00  | 3,05 |
|                         | Bloco de Esquerda              | 364    | 4,68 / 100,00   | 2,67 |
|                         | Coligação Democrática Unitária | 134    | 1,72 / 100,00   | 0,52 |
|                         | Outros                         | 207    | 2,64 / 100,00   |      |
| Votos Inválidos         | Votos Inválidos                | 247    | 3,17 / 100,00   | 0,35 |
| Total                   | Total                          | 7 783  | 100,00 / 100,00 |      |
| Eleitorado/Participação | Eleitorado/Participação        | 12 639 | 61,58 / 100,00  | 5,20 |

| Freguesia              | %     | %     | %     | %    | %    | Votantes |
| Freguesia              | PSD   | PS    | CDS   | BE   | CDU  | Votantes |
| ---------------------- | ----- | ----- | ----- | ---- | ---- | -------- |
| Alvorge                | 50,52 | 28,06 | 11,37 | 3,55 | 1,18 | 677      |
| Ansião                 | 37,39 | 36,96 | 9,63  | 7,73 | 2,95 | 1 423    |
| Avelar                 | 38,27 | 37,85 | 11,06 | 4,74 | 2,66 | 1 202    |
| Chão de Couce          | 51,71 | 26,55 | 10,17 | 3,49 | 1,32 | 1 288    |
| Lagarteira             | 52,06 | 24,71 | 9,41  | 4,41 | 0,88 | 340      |
| Pousaflores            | 56,95 | 18,54 | 14,65 | 3,29 | 1,05 | 669      |
| Santiago da Guarda     | 54,07 | 23,33 | 11,16 | 4,60 | 1,22 | 1 890    |
| Torre de Vale de Todos | 49,32 | 27,21 | 15,31 | 1,36 | 0,68 | 294      |
| Ansião                 | 47,86 | 28,81 | 11,10 | 4,68 | 1,72 | 7 783    |

### Batalha
| Partido                 | Partido                        | Votos  | %               | +/-  |
| ----------------------- | ------------------------------ | ------ | --------------- | ---- |
|                         | Partido Social Democrata       | 3 546  | 40,68 / 100,00  | 7,63 |
|                         | Partido Socialista             | 2 058  | 23,61 / 100,00  | 3,40 |
|                         | CDS – Partido Popular          | 1 489  | 17,08 / 100,00  | 4,29 |
|                         | Bloco de Esquerda              | 720    | 8,26 / 100,00   | 3,93 |
|                         | Coligação Democrática Unitária | 159    | 1,82 / 100,00   | 0,59 |
|                         | Outros                         | 292    | 3,36 / 100,00   |      |
| Votos Inválidos         | Votos Inválidos                | 453    | 5,19 / 100,00   | 0,79 |
| Total                   | Total                          | 8 717  | 100,00 / 100,00 |      |
| Eleitorado/Participação | Eleitorado/Participação        | 13 587 | 64,16 / 100,00  | 6,05 |

| Freguesia         | %     | %     | %     | %     | %    | Votantes |
| Freguesia         | PSD   | PS    | CDS   | BE    | CDU  | Votantes |
| ----------------- | ----- | ----- | ----- | ----- | ---- | -------- |
| Batalha           | 33,86 | 28,11 | 16,05 | 10,77 | 2,64 | 4 205    |
| Golpilheira       | 43,03 | 24,77 | 15,55 | 6,12  | 1,20 | 997      |
| Reguengo do Fetal | 39,68 | 29,14 | 14,42 | 6,98  | 1,14 | 1 318    |
| São Mamede        | 53,25 | 11,15 | 21,35 | 5,19  | 0,96 | 2 197    |
| Batalha           | 40,68 | 23,61 | 17,08 | 8,26  | 1,82 | 8 717    |

### Bombarral
| Partido                 | Partido                        | Votos  | %               | +/-  |
| ----------------------- | ------------------------------ | ------ | --------------- | ---- |
|                         | Partido Socialista             | 2 150  | 31,06 / 100,00  | 8,01 |
|                         | Partido Social Democrata       | 2 023  | 29,23 / 100,00  | 3,06 |
|                         | CDS – Partido Popular          | 1 118  | 16,15 / 100,00  | 4,64 |
|                         | Bloco de Esquerda              | 574    | 8,29 / 100,00   | 3,77 |
|                         | Coligação Democrática Unitária | 541    | 7,82 / 100,00   | 0,79 |
|                         | PCTP/MRPP                      | 69     | 1,00 / 100,00   | 0,31 |
|                         | Outros                         | 163    | 2,35 / 100,00   |      |
| Votos Inválidos         | Votos Inválidos                | 283    | 4,08 / 100,00   | 0,67 |
| Total                   | Total                          | 6 921  | 100,00 / 100,00 |      |
| Eleitorado/Participação | Eleitorado/Participação        | 12 331 | 56,13 / 100,00  | 4,75 |

| Freguesia | %     | %     | %     | %     | %    | %    | Votantes |
| Freguesia | PS    | PSD   | CDS   | BE    | CDU  | PCTP | Votantes |
| --------- | ----- | ----- | ----- | ----- | ---- | ---- | -------- |
| Bombarral | 31,36 | 26,53 | 14,67 | 11,05 | 9,26 | 0,84 | 2 959    |
| Carvalhal | 33,31 | 29,40 | 16,96 | 6,11  | 5,43 | 0,82 | 1 456    |
| Pó        | 39,59 | 31,55 | 13,40 | 4,54  | 4,95 | 0,21 | 485      |
| Roliça    | 28,90 | 30,55 | 17,61 | 6,11  | 9,35 | 1,87 | 1 391    |
| Vale Covo | 22,70 | 36,83 | 20,16 | 8,10  | 5,40 | 0,79 | 630      |
| Bombarral | 31,06 | 29,23 | 16,15 | 8,29  | 7,82 | 1,00 | 6 921    |

### Caldas da Rainha
| Partido                 | Partido                        | Votos  | %               | +/-  |
| ----------------------- | ------------------------------ | ------ | --------------- | ---- |
|                         | Partido Social Democrata       | 8 332  | 33,71 / 100,00  | 2,34 |
|                         | Partido Socialista             | 7 484  | 30,28 / 100,00  | 8,20 |
|                         | CDS – Partido Popular          | 3 453  | 13,97 / 100,00  | 4,72 |
|                         | Bloco de Esquerda              | 2 594  | 10,49 / 100,00  | 3,73 |
|                         | Coligação Democrática Unitária | 1 155  | 4,67 / 100,00   | 0,68 |
|                         | Outros                         | 792    | 3,21 / 100,00   |      |
| Votos Inválidos         | Votos Inválidos                | 907    | 3,67 / 100,00   | 0,33 |
| Total                   | Total                          | 24 717 | 100,00 / 100,00 |      |
| Eleitorado/Participação | Eleitorado/Participação        | 43 317 | 57,06 / 100,00  | 5,17 |

| Freguesia                          | %     | %     | %     | %     | %    | Votantes |
| Freguesia                          | PSD   | PS    | CDS   | BE    | CDU  | Votantes |
| ---------------------------------- | ----- | ----- | ----- | ----- | ---- | -------- |
| A dos Francos                      | 40,87 | 31,47 | 13,44 | 4,70  | 3,47 | 893      |
| Alvorninha                         | 43,73 | 26,18 | 14,87 | 5,07  | 2,95 | 1 459    |
| Caldas da Rainha (N. S. do Pópulo) | 32,22 | 31,14 | 13,73 | 11,51 | 5,37 | 7 387    |
| Caldas da Rainha (Santo Onofre)    | 24,71 | 33,79 | 12,40 | 14,61 | 7,09 | 4 824    |
| Carvalhal Benfeito                 | 52,26 | 16,74 | 18,38 | 4,80  | 1,37 | 729      |
| Coto                               | 30,59 | 34,92 | 13,28 | 8,80  | 3,75 | 693      |
| Foz do Arelho                      | 33,79 | 33,03 | 13,09 | 8,68  | 4,57 | 657      |
| Landal                             | 50,43 | 20,23 | 14,02 | 6,94  | 1,01 | 692      |
| Nadadouro                          | 32,60 | 26,89 | 16,42 | 11,68 | 4,50 | 822      |
| Salir de Matos                     | 32,79 | 31,82 | 12,42 | 9,42  | 3,00 | 1 232    |
| Salir do Porto                     | 31,97 | 37,15 | 8,42  | 12,53 | 4,97 | 463      |
| Santa Catarina                     | 41,99 | 21,19 | 21,42 | 6,88  | 2,44 | 1 760    |
| São Gregório                       | 34,36 | 26,43 | 20,04 | 7,49  | 3,74 | 454      |
| Serra do Bouro                     | 42,61 | 30,40 | 12,78 | 5,97  | 2,84 | 352      |
| Tornada                            | 26,12 | 36,97 | 11,03 | 13,60 | 5,37 | 1 677    |
| Vidais                             | 46,55 | 26,48 | 11,24 | 7,70  | 1,93 | 623      |
| Caldas da Rainha                   | 33,71 | 30,28 | 13,97 | 10,49 | 4,67 | 24 717   |

### Castanheira de Pera
| Partido                 | Partido                        | Votos | %               | +/-   |
| ----------------------- | ------------------------------ | ----- | --------------- | ----- |
|                         | Partido Socialista             | 901   | 47,50 / 100,00  | 12,76 |
|                         | Partido Social Democrata       | 527   | 27,78 / 100,00  | 1,17  |
|                         | Bloco de Esquerda              | 159   | 8,38 / 100,00   | 6,21  |
|                         | CDS – Partido Popular          | 107   | 5,64 / 100,00   | 3,24  |
|                         | Coligação Democrática Unitária | 73    | 3,85 / 100,00   | 1,99  |
|                         | Outros                         | 51    | 2,70 / 100,00   |       |
| Votos Inválidos         | Votos Inválidos                | 79    | 4,16 / 100,00   | 1,30  |
| Total                   | Total                          | 1 897 | 100,00 / 100,00 |       |
| Eleitorado/Participação | Eleitorado/Participação        | 3 257 | 58,24 / 100,00  | 6,84  |

| Freguesia           | %     | %     | %    | %    | %    | Votantes |
| Freguesia           | PS    | PSD   | BE   | CDS  | CDU  | Votantes |
| ------------------- | ----- | ----- | ---- | ---- | ---- | -------- |
| Castanheira de Pera | 48,56 | 26,36 | 8,42 | 5,65 | 4,04 | 1 806    |
| Coentral            | 26,37 | 56,04 | 7,69 | 5,49 | 0    | 91       |
| Castanheira de Pera | 47,50 | 27,78 | 8,38 | 5,64 | 3,85 | 1 897    |

### Figueiró dos Vinhos
| Partido                 | Partido                        | Votos | %               | +/-  |
| ----------------------- | ------------------------------ | ----- | --------------- | ---- |
|                         | Partido Social Democrata       | 2 012 | 46,56 / 100,00  | 1,03 |
|                         | Partido Socialista             | 1 318 | 30,50 / 100,00  | 8,58 |
|                         | CDS – Partido Popular          | 417   | 9,65 / 100,00   | 4,58 |
|                         | Bloco de Esquerda              | 232   | 5,37 / 100,00   | 3,44 |
|                         | Coligação Democrática Unitária | 78    | 1,81 / 100,00   | 0,25 |
|                         | Outros                         | 121   | 2,80 / 100,00   |      |
| Votos Inválidos         | Votos Inválidos                | 143   | 3,30 / 100,00   | 0,01 |
| Total                   | Total                          | 4 321 | 100,00 / 100,00 |      |
| Eleitorado/Participação | Eleitorado/Participação        | 6 524 | 66,23 / 100,00  | 4,66 |

| Freguesia           | %     | %     | %     | %    | %    | Votantes |
| Freguesia           | PSD   | PS    | CDS   | BE   | CDU  | Votantes |
| ------------------- | ----- | ----- | ----- | ---- | ---- | -------- |
| Aguda               | 47,75 | 27,01 | 13,51 | 4,15 | 0,71 | 844      |
| Arega               | 49,13 | 32,22 | 8,16  | 3,35 | 1,46 | 686      |
| Bairradas           | 42,05 | 41,54 | 7,44  | 1,54 | 1,03 | 390      |
| Campelo             | 30,37 | 56,02 | 3,14  | 2,09 | 3,66 | 191      |
| Figueiró dos Vinhos | 47,51 | 27,15 | 9,59  | 7,42 | 2,31 | 2 210    |
| Figueiró dos Vinhos | 46,56 | 30,50 | 9,65  | 5,37 | 1,81 | 4 321    |

### Leiria
| Partido                 | Partido                        | Votos   | %               | +/-  |
| ----------------------- | ------------------------------ | ------- | --------------- | ---- |
|                         | Partido Social Democrata       | 24 753  | 35,82 / 100,00  | 7,25 |
|                         | Partido Socialista             | 19 856  | 28,73 / 100,00  | 1,99 |
|                         | CDS – Partido Popular          | 10 482  | 15,17 / 100,00  | 3,39 |
|                         | Bloco de Esquerda              | 6 536   | 9,46 / 100,00   | 3,78 |
|                         | Coligação Democrática Unitária | 1 958   | 2,83 / 100,00   | 0,31 |
|                         | Outros                         | 2 170   | 3,14 / 100,00   |      |
| Votos Inválidos         | Votos Inválidos                | 3 347   | 4,85 / 100,00   | 0,64 |
| Total                   | Total                          | 69 102  | 100,00 / 100,00 |      |
| Eleitorado/Participação | Eleitorado/Participação        | 110 254 | 62,68 / 100,00  | 5,24 |

| Freguesia               | %     | %     | %     | %     | %    | Votantes |
| Freguesia               | PSD   | PS    | CDS   | BE    | CDU  | Votantes |
| ----------------------- | ----- | ----- | ----- | ----- | ---- | -------- |
| Amor                    | 27,60 | 30,07 | 15,97 | 12,38 | 3,83 | 2 504    |
| Arrabal                 | 36,78 | 24,69 | 21,98 | 6,61  | 2,32 | 1 770    |
| Azoia                   | 31,73 | 33,83 | 14,27 | 9,38  | 2,17 | 1 472    |
| Bajouca                 | 57,50 | 13,24 | 16,31 | 4,24  | 0,80 | 1 367    |
| Barosa                  | 28,05 | 36,90 | 13,72 | 11,42 | 2,21 | 1 130    |
| Barreira                | 36,29 | 30,46 | 16,00 | 9,22  | 1,84 | 2 006    |
| Bidoeira de Cima        | 60,85 | 12,45 | 14,09 | 3,36  | 1,04 | 1 341    |
| Boa Vista               | 43,40 | 25,50 | 15,10 | 6,15  | 1,18 | 1 106    |
| Caranguejeira           | 49,59 | 18,44 | 19,41 | 5,23  | 0,88 | 3 081    |
| Carreira                | 29,57 | 35,65 | 14,49 | 7,54  | 3,33 | 690      |
| Carvide                 | 30,41 | 29,95 | 15,24 | 12,49 | 2,69 | 1 713    |
| Chainça                 | 52,82 | 16,21 | 21,49 | 3,28  | 0,91 | 549      |
| Coimbrão                | 31,64 | 33,09 | 14,37 | 7,45  | 3,52 | 967      |
| Colmeias                | 48,32 | 22,81 | 14,71 | 5,70  | 1,58 | 1 964    |
| Cortes                  | 29,90 | 36,39 | 14,49 | 9,18  | 1,88 | 1 863    |
| Leiria                  | 34,51 | 30,58 | 13,26 | 11,58 | 3,97 | 8 094    |
| Maceira                 | 26,91 | 36,42 | 11,93 | 11,73 | 4,20 | 5 618    |
| Marrazes                | 29,10 | 34,13 | 11,89 | 12,37 | 4,11 | 10 012   |
| Memória                 | 49,09 | 21,21 | 18,38 | 5,45  | 0,20 | 495      |
| Milagres                | 40,74 | 24,03 | 14,20 | 8,99  | 1,62 | 1 669    |
| Monte Real              | 29,23 | 31,88 | 14,81 | 11,38 | 3,17 | 1 512    |
| Monte Redondo           | 36,63 | 22,56 | 20,22 | 6,69  | 4,06 | 2 438    |
| Ortigosa                | 37,11 | 21,96 | 24,14 | 6,35  | 1,91 | 1 102    |
| Parceiros               | 28,35 | 36,90 | 13,14 | 11,24 | 3,35 | 2 268    |
| Pousos                  | 31,29 | 31,82 | 13,00 | 12,87 | 2,76 | 4 560    |
| Regueira de Pontes      | 30,12 | 28,38 | 20,71 | 9,03  | 3,03 | 1 318    |
| Santa Catarina da Serra | 51,73 | 17,91 | 19,11 | 3,75  | 1,24 | 2 664    |
| Santa Eufémia           | 49,16 | 18,22 | 19,02 | 5,16  | 1,00 | 1 493    |
| Souto da Carpalhosa     | 42,72 | 22,22 | 19,35 | 5,65  | 1,46 | 2 336    |
| Leiria                  | 35,82 | 28,73 | 15,17 | 9,46  | 2,83 | 69 102   |

### Marinha Grande
| Partido                 | Partido                        | Votos  | %               | +/-  |
| ----------------------- | ------------------------------ | ------ | --------------- | ---- |
|                         | Partido Socialista             | 6 760  | 34,74 / 100,00  | 8,33 |
|                         | Coligação Democrática Unitária | 3 473  | 17,85 / 100,00  | 0,48 |
|                         | Bloco de Esquerda              | 3 293  | 16,92 / 100,00  | 5,43 |
|                         | Partido Social Democrata       | 3 230  | 16,60 / 100,00  | 0,97 |
|                         | CDS – Partido Popular          | 1 258  | 6,46 / 100,00   | 2,45 |
|                         | PCTP/MRPP                      | 299    | 1,54 / 100,00   | 0,30 |
|                         | Outros                         | 428    | 2,20 / 100,00   |      |
| Votos Inválidos         | Votos Inválidos                | 718    | 3,69 / 100,00   | 0,75 |
| Total                   | Total                          | 19 459 | 100,00 / 100,00 |      |
| Eleitorado/Participação | Eleitorado/Participação        | 32 545 | 59,79 / 100,00  | 6,22 |

| Freguesia        | %     | %     | %     | %     | %    | %    | Votantes |
| Freguesia        | PS    | CDU   | BE    | PSD   | CDS  | PCTP | Votantes |
| ---------------- | ----- | ----- | ----- | ----- | ---- | ---- | -------- |
| Marinha Grande   | 34,11 | 19,18 | 16,74 | 16,22 | 6,42 | 1,58 | 15 516   |
| Moita            | 46,20 | 15,56 | 14,85 | 13,10 | 5,03 | 0,94 | 855      |
| Vieira de Leiria | 34,75 | 11,79 | 18,39 | 19,46 | 7,09 | 1,49 | 3 088    |
| Marinha Grande   | 34,74 | 17,85 | 16,92 | 16,60 | 6,46 | 1,54 | 19 459   |

### Nazaré
| Partido                 | Partido                        | Votos  | %               | +/-   |
| ----------------------- | ------------------------------ | ------ | --------------- | ----- |
|                         | Partido Socialista             | 2 751  | 38,02 / 100,00  | 12,46 |
|                         | Partido Social Democrata       | 1 884  | 26,04 / 100,00  | 0,56  |
|                         | Bloco de Esquerda              | 1 003  | 13,86 / 100,00  | 5,81  |
|                         | CDS – Partido Popular          | 602    | 8,32 / 100,00   | 3,86  |
|                         | Coligação Democrática Unitária | 549    | 7,59 / 100,00   | 1,38  |
|                         | PCTP/MRPP                      | 78     | 1,08 / 100,00   | 0,54  |
|                         | Outros                         | 112    | 1,55 / 100,00   |       |
| Votos Inválidos         | Votos Inválidos                | 256    | 3,54 / 100,00   | 0,94  |
| Total                   | Total                          | 7 235  | 100,00 / 100,00 |       |
| Eleitorado/Participação | Eleitorado/Participação        | 14 235 | 50,83 / 100,00  | 9,01  |

| Freguesia         | %     | %     | %     | %     | %     | %    | Votantes |
| Freguesia         | PS    | PSD   | BE    | CDS   | CDU   | PCTP | Votantes |
| ----------------- | ----- | ----- | ----- | ----- | ----- | ---- | -------- |
| Famalicão         | 34,81 | 29,50 | 11,49 | 12,82 | 3,54  | 1,10 | 905      |
| Nazaré            | 40,09 | 26,48 | 13,53 | 7,77  | 6,38  | 0,98 | 4 672    |
| Valado dos Frades | 33,96 | 22,92 | 16,10 | 7,42  | 13,21 | 1,33 | 1 658    |
| Nazaré            | 38,02 | 26,04 | 13,86 | 8,32  | 7,59  | 1,08 | 7 235    |

### Óbidos
| Partido                 | Partido                        | Votos  | %               | +/-  |
| ----------------------- | ------------------------------ | ------ | --------------- | ---- |
|                         | Partido Socialista             | 2 154  | 35,94 / 100,00  | 9,07 |
|                         | Partido Social Democrata       | 1 914  | 31,94 / 100,00  | 2,02 |
|                         | CDS – Partido Popular          | 655    | 10,93 / 100,00  | 4,37 |
|                         | Bloco de Esquerda              | 510    | 8,51 / 100,00   | 3,48 |
|                         | Coligação Democrática Unitária | 306    | 5,11 / 100,00   | 0,86 |
|                         | Outros                         | 186    | 3,10 / 100,00   |      |
| Votos Inválidos         | Votos Inválidos                | 268    | 4,48 / 100,00   | 1,18 |
| Total                   | Total                          | 5 993  | 100,00 / 100,00 |      |
| Eleitorado/Participação | Eleitorado/Participação        | 10 457 | 57,31 / 100,00  | 3,59 |

| Freguesia            | %     | %     | %     | %     | %    | Votantes |
| Freguesia            | PS    | PSD   | CDS   | BE    | CDU  | Votantes |
| -------------------- | ----- | ----- | ----- | ----- | ---- | -------- |
| A-dos-Negros         | 42,97 | 25,41 | 9,25  | 8,90  | 6,21 | 854      |
| Amoreira             | 35,11 | 35,50 | 9,86  | 6,51  | 2,76 | 507      |
| Gaeiras              | 40,17 | 24,88 | 10,30 | 11,09 | 5,78 | 1 262    |
| Óbidos (Santa Maria) | 34,50 | 32,81 | 11,34 | 9,05  | 6,27 | 829      |
| Óbidos (São Pedro)   | 33,65 | 30,94 | 12,75 | 10,04 | 5,02 | 737      |
| Olho Marinho         | 33,50 | 32,82 | 8,55  | 9,91  | 6,32 | 585      |
| Sobral da Lagoa      | 45,82 | 29,08 | 10,36 | 3,19  | 6,77 | 251      |
| Usseira              | 20,72 | 51,11 | 14,89 | 4,02  | 1,01 | 497      |
| Vau                  | 32,70 | 39,07 | 12,31 | 5,52  | 3,82 | 471      |
| Óbidos               | 35,94 | 31,94 | 10,93 | 8,51  | 5,11 | 5 993    |

### Pedrogão Grande
| Partido                 | Partido                        | Votos | %               | +/-  |
| ----------------------- | ------------------------------ | ----- | --------------- | ---- |
|                         | Partido Social Democrata       | 1 163 | 51,32 / 100,00  | 3,68 |
|                         | Partido Socialista             | 541   | 23,87 / 100,00  | 7,84 |
|                         | CDS – Partido Popular          | 208   | 9,18 / 100,00   | 4,57 |
|                         | Bloco de Esquerda              | 108   | 4,77 / 100,00   | 3,20 |
|                         | Coligação Democrática Unitária | 68    | 3,00 / 100,00   | 2,18 |
|                         | Outros                         | 71    | 3,13 / 100,00   |      |
| Votos Inválidos         | Votos Inválidos                | 107   | 4,72 / 100,00   | 0,53 |
| Total                   | Total                          | 2 266 | 100,00 / 100,00 |      |
| Eleitorado/Participação | Eleitorado/Participação        | 3 919 | 57,82 / 100,00  | 8,47 |

| Freguesia       | %     | %     | %     | %    | %    | Votantes |
| Freguesia       | PSD   | PS    | CDS   | BE   | CDU  | Votantes |
| --------------- | ----- | ----- | ----- | ---- | ---- | -------- |
| Graça           | 61,29 | 20,77 | 6,65  | 3,23 | 1,81 | 496      |
| Pedrógão Grande | 47,07 | 25,87 | 10,53 | 4,45 | 3,71 | 1 349    |
| Vila Facaia     | 53,21 | 21,14 | 7,84  | 7,60 | 2,14 | 421      |
| Pedrógão Grande | 51,32 | 23,87 | 9,18  | 4,77 | 3,00 | 2 266    |

### Peniche
| Partido                 | Partido                        | Votos  | %               | +/-   |
| ----------------------- | ------------------------------ | ------ | --------------- | ----- |
|                         | Partido Socialista             | 4 316  | 33,49 / 100,00  | 12,38 |
|                         | Partido Social Democrata       | 3 366  | 26,12 / 100,00  | 0,09  |
|                         | Coligação Democrática Unitária | 1 588  | 12,32 / 100,00  | 0,89  |
|                         | CDS – Partido Popular          | 1 354  | 10,51 / 100,00  | 4,40  |
|                         | Bloco de Esquerda              | 1 270  | 9,85 / 100,00   | 4,41  |
|                         | PCTP/MRPP                      | 165    | 1,28 / 100,00   | 0,41  |
|                         | Outros                         | 358    | 2,77 / 100,00   |       |
| Votos Inválidos         | Votos Inválidos                | 471    | 3,65 / 100,00   | 0,71  |
| Total                   | Total                          | 12 888 | 100,00 / 100,00 |       |
| Eleitorado/Participação | Eleitorado/Participação        | 24 963 | 51,63 / 100,00  | 5,98  |

| Freguesia           | %     | %     | %     | %     | %     | %    | Votantes |
| Freguesia           | PS    | PSD   | CDU   | CDS   | BE    | PCTP | Votantes |
| ------------------- | ----- | ----- | ----- | ----- | ----- | ---- | -------- |
| Atouguia da Baleia  | 29,37 | 33,91 | 6,45  | 13,59 | 8,74  | 0,79 | 4 188    |
| Ferrel              | 41,75 | 24,88 | 8,87  | 7,72  | 8,01  | 0,57 | 1 049    |
| Peniche (Ajuda)     | 32,28 | 21,85 | 18,07 | 9,22  | 10,82 | 1,82 | 3 569    |
| Peniche (Conceição) | 35,76 | 21,20 | 13,79 | 9,46  | 12,37 | 1,41 | 2 198    |
| Peniche (São Pedro) | 34,96 | 25,49 | 14,34 | 9,12  | 10,27 | 1,50 | 1 130    |
| Serra d'El-Rei      | 41,78 | 20,03 | 15,25 | 8,49  | 6,10  | 1,72 | 754      |
| Peniche             | 33,49 | 26,12 | 12,32 | 10,51 | 9,85  | 1,28 | 12 888   |

### Pombal
| Partido                 | Partido                        | Votos  | %               | +/-  |
| ----------------------- | ------------------------------ | ------ | --------------- | ---- |
|                         | Partido Social Democrata       | 11 850 | 43,18 / 100,00  | 8,47 |
|                         | Partido Socialista             | 7 644  | 27,85 / 100,00  | 1,68 |
|                         | CDS – Partido Popular          | 3 153  | 11,49 / 100,00  | 3,32 |
|                         | Bloco de Esquerda              | 2 074  | 7,56 / 100,00   | 3,71 |
|                         | Coligação Democrática Unitária | 564    | 2,05 / 100,00   | 0,61 |
|                         | Outros                         | 912    | 3,33 / 100,00   |      |
| Votos Inválidos         | Votos Inválidos                | 1 249  | 4,55 / 100,00   | 1,15 |
| Total                   | Total                          | 27 446 | 100,00 / 100,00 |      |
| Eleitorado/Participação | Eleitorado/Participação        | 54 805 | 50,08 / 100,00  | 9,03 |

| Freguesia           | %     | %     | %     | %     | %    | Votantes |
| Freguesia           | PSD   | PS    | CDS   | BE    | CDU  | Votantes |
| ------------------- | ----- | ----- | ----- | ----- | ---- | -------- |
| Abiul               | 56,06 | 17,58 | 13,08 | 6,37  | 1,04 | 1 445    |
| Albergaria dos Doze | 43,89 | 28,21 | 9,86  | 8,88  | 1,18 | 1 014    |
| Almagreira          | 45,40 | 28,77 | 12,47 | 5,56  | 1,34 | 1 564    |
| Carnide             | 61,64 | 13,11 | 12,68 | 2,73  | 0,77 | 915      |
| Carriço             | 42,79 | 26,20 | 10,15 | 8,24  | 1,64 | 1 832    |
| Guia                | 43,86 | 29,92 | 10,16 | 6,73  | 1,10 | 1 457    |
| Ilha                | 61,09 | 14,70 | 9,80  | 5,45  | 0,74 | 1 082    |
| Louriçal            | 37,79 | 30,97 | 12,03 | 7,74  | 2,77 | 2 493    |
| Mata Mourisca       | 54,81 | 16,83 | 11,22 | 5,61  | 1,20 | 998      |
| Meirinhas           | 56,75 | 17,59 | 14,76 | 4,61  | 0,73 | 955      |
| Pelariga            | 38,84 | 35,81 | 9,43  | 6,92  | 2,42 | 1 156    |
| Pombal              | 33,86 | 33,93 | 11,20 | 10,25 | 3,20 | 7 198    |
| Redinha             | 33,65 | 38,54 | 10,46 | 6,63  | 1,74 | 1 147    |
| Santiago de Litém   | 39,02 | 29,06 | 12,45 | 9,32  | 3,32 | 1 084    |
| São Simão de Litém  | 51,16 | 23,50 | 12,97 | 4,90  | 1,84 | 817      |
| Vermoil             | 49,07 | 25,53 | 11,32 | 5,35  | 1,44 | 1 457    |
| Vila Cã             | 45,43 | 20,91 | 14,30 | 7,93  | 2,04 | 832      |
| Pombal              | 43,18 | 27,85 | 11,49 | 7,56  | 2,05 | 27 446   |

### Porto de Mós
| Partido                 | Partido                        | Votos  | %               | +/-  |
| ----------------------- | ------------------------------ | ------ | --------------- | ---- |
|                         | Partido Social Democrata       | 4 869  | 35,86 / 100,00  | 3,52 |
|                         | Partido Socialista             | 4 157  | 30,62 / 100,00  | 5,62 |
|                         | CDS – Partido Popular          | 1 888  | 13,91 / 100,00  | 3,25 |
|                         | Bloco de Esquerda              | 1 223  | 9,01 / 100,00   | 4,48 |
|                         | Coligação Democrática Unitária | 428    | 3,15 / 100,00   | 0,26 |
|                         | Outros                         | 430    | 3,18 / 100,00   |      |
| Votos Inválidos         | Votos Inválidos                | 581    | 4,28 / 100,00   | 0,30 |
| Total                   | Total                          | 13 576 | 100,00 / 100,00 |      |
| Eleitorado/Participação | Eleitorado/Participação        | 21 473 | 63,22 / 100,00  | 5,83 |

| Freguesia                       | %     | %     | %     | %     | %    | Votantes |
| Freguesia                       | PSD   | PS    | CDS   | BE    | CDU  | Votantes |
| ------------------------------- | ----- | ----- | ----- | ----- | ---- | -------- |
| Alcaria                         | 51,61 | 19,35 | 17,20 | 4,84  | 2,69 | 186      |
| Alqueidão da Serra              | 35,75 | 33,13 | 9,33  | 10,99 | 3,84 | 1 147    |
| Alvados                         | 55,77 | 17,31 | 15,38 | 3,85  | 0,55 | 364      |
| Arrimal                         | 48,70 | 17,23 | 19,44 | 5,01  | 2,00 | 499      |
| Calvaria de Cima                | 27,37 | 35,00 | 16,05 | 10,61 | 3,77 | 1 140    |
| Juncal                          | 32,84 | 32,52 | 13,03 | 9,34  | 3,53 | 1 842    |
| Mendiga                         | 39,00 | 30,50 | 15,34 | 5,55  | 2,77 | 541      |
| Mira de Aire                    | 29,47 | 36,36 | 10,99 | 11,45 | 3,96 | 2 148    |
| Pedreiras                       | 33,76 | 32,15 | 14,66 | 9,35  | 2,76 | 1 487    |
| Porto de Mós (São João Batista) | 33,89 | 30,98 | 15,32 | 9,29  | 2,84 | 1 442    |
| Porto de Mós (São Pedro)        | 34,45 | 33,74 | 13,11 | 9,25  | 3,28 | 1 556    |
| São Bento                       | 62,80 | 10,50 | 18,42 | 2,21  | 2,03 | 543      |
| Serro Ventoso                   | 42,35 | 20,74 | 16,32 | 7,50  | 2,21 | 680      |
| Porto de Mós                    | 35,86 | 30,62 | 13,91 | 9,01  | 3,15 | 13 576   |